# Snow Leopard Trust
Snow Leopard Trust je nejstarší a největší organizace zaměřená výhradně na ochranu irbisa (Panthera uncia) v jeho přirozeném prostředí. Jedná se o neziskovou organizaci se sídlem v Seattlu v USA.

## Historie
Organizace byla založena roku 1981 Helen Freemanovou, pracovnicí zoo v seattleském Woodland Parku. Helen Freemanová je autorkou základní filosofie trustu, podle které se organizace znaší zlepšovat životní podmínky lidí obývající areál výskytu irbisa výměnou za to, že budou divoké irbisy ve svém okolí chránit.

## Současnost
Organizace má kolem 2500 členů. Získává prostředky prostřednictvím dotací, grantů, sbírek a prostřednictvím vlastního e-shopu. Je podporována zoologickými zahradami i dalšími ochranářskými organizacemi. Je členem Světové asociace zoologických zahrad a akvárií (WAZA).
Trust provádí vlastní výzkumné projekty, realizuje ochranářské programy na komunitní úrovni, podporuje spolupráci expertů zabývajících se irbisy a koordinuje svojí činnost s dalšími organizacemi zabývajícími se ochranou irbisa.
Organizace aktivně operuje v pěti zemích s výskytem irbisa: Mongolsko, Čína, Indie, Pákistán a Kyrgyzstán. V dalších zemích podporuje tamní experty a ochranářské organizace.